# Hania Aidi
Hania Aidi (árabe: هنية العايدي; nacida el 10 de diciembre de 1977) es una atleta paralímpica de tunecina que compite principalmente en pruebas de lanzamiento de jabalina de categoría F54. Aidi ha competido en cuatro Juegos Paralímpicos de Verano consecutivos, ganando medallas de plata en tres de ellos. También ha ganado tres veces la medalla de los Campeonatos Mundiales y ha mantenido el récord mundial de lanzamiento de jabalina F54 en numerosas ocasiones a lo largo de su carrera.

## Historia personal
Aidi nació en Sfax, Túnez, en 1977. Nació sin discapacidad, pero sufrió lesiones espinales permanentes después de un error médico.

## Carrera de atletismo
Aidi comenzó a hacer atletismo a la edad de 26 años, después de haber quedado discapacitada. Su debut internacional fue en los Juegos Paralímpicos de Atenas 2004, Grecia, donde representó a su país en las tres pruebas de lanzamiento disponibles para su clasificación; el lanzamiento de disco F54-55, el lanzamiento de jabalina y el lanzamiento de peso. No logró avanzar hasta los ocho finalistas en el lanzamiento de peso y disco, pero su distancia de 12,22 metros en la jabalina le permitió adquirir suficientes puntos para terminar justo fuera de las posiciones del podio en cuarto lugar.
Dos años después de Atenas, Aidi compitió en su primer Campeonato Mundial de Atletismo IPC. Celebrado en Assen, los Campeonatos de 2006 permitieron a Aidi la oportunidad de competir contra las mejores atletas del mundo fuera de los Juegos Paralímpicos. Compitió en dos eventos, el lanzamiento de peso (T54) y el lanzamiento de jabalina (F54-56). Terminó cuarta en ambas. Sus primeras medallas internacionales fueron ganadas en los Juegos Paralímpicos de Pekín 2008. En el lanzamiento de peso, lanzó 6,81 para terminar cuarta, pero el éxito siguió en el lanzamiento de jabalina, donde su tercera ronda de 16,83 además de darle la medalla de plata, también estableció un nuevo récord mundial en la categoría F54.
Otros éxitos internacionales siguieron tres años más tarde en la preparación de los Juegos Paralímpicos de Londres 2012, cuando Aidi viajó a Christchurch en Nueva Zelanda para competir en los Campeonatos Mundiales de Atletismo de 2011. Allí volvió a concentrarse en el lanzamiento de peso y la jabalina, terminando en quinto lugar, pero un récord mundial de lanzamiento de 17,27 en la jabalina le dio la medalla de oro. Al año siguiente, en los Juegos Paralímpicos de Londres, Aidi intentó recrear su forma de los Campeonatos Mundiales. En el lanzamiento de jabalina femenino (T54/55/56), a pesar de superar su récord mundial de Christchurch dos veces con distancias de 17,28 y 17,40, no pudo competir contra la china Yang Liwan, que lideró desde el primer lanzamiento. Aidi, incluso así, fue con la medalla de plata en la jabalina, y añadió un quinto lugar en el lanzamiento de peso.
Al año siguiente Aidi volvió a batir el récord mundial de jabalina, lanzando 18,32 metros en los Campeonatos Mundiales de 2013 en Lyon, empujando a su rival paralímpica Yang, a la medalla de plata. Además de conservar su título mundial de jabalina, también se llevó el bronce en lanzamiento de peso. Dos años después, en Doha, amplió aún más su récord mundial de jabalina, registrando una distancia de 18,86 metros en el camino hacia la obtención de su tercer título mundial consecutivo. Las esperanzas eran grandes para Aidi en los Juegos Paralímpicos de Río de Janeiro 2016 y fue elegida por su país para ser la portadora de la bandera en la ceremonia de apertura. En la final de la jabalina F54 Aidi lanzó 18.88, otra marca personal, pero fue superada por la nigeriana Flora Ugwunwa, que logró un récord mundial de 20.25 en su primer lanzamiento, una ventaja a la que no se rindió. Con Aidi en la posición de plata, y la sudafricana Ntombizanele Situ en tercer lugar, las tres medallas fueron para las naciones africanas.